# Myron Avant
Myron Avant (ur. 26 kwietnia 1978 r. w Cleveland w stanie Ohio), bardziej znany jako Avant – amerykański piosenkarz R&B. Absolwent Cleveland School of the Arts w 1995 r., gdzie specjalizował się w teatrze. Największy sukces przyniosły mu single "Separated", "My First Love" i "Read Your Mind".Współpracował z Pussycat Dolls wspólnie remiksując utwór Stickwitu. Początkowo oświadczał, że odmawia współpracowania z Pussycat Dolls do czasu gdy nie zaoferują mu lepszego kontraktu. Avant pojawił się w Oxygen Network w programie TV Janice Dickinson Modeling Agency.  W 2007 r. pozostawił wytwórnię płytową Geffen i podpisał kontrakt z Capitol Records. Jego nowy singiel "When It Hurts" doszedł do 15 miejsca na liście przebojów US R&B/Hip-Hop. Jego album zatytułowany jego nazwiskiem, Avant został wydany 9 grudnia 2008 r.

## Dyskografia

### Albumy
| Rok  | Tytuł        | Kraj              | Miejsce |
| ---- | ------------ | ----------------- | ------- |
| 2000 | My Thoughts  | Stany Zjednoczone | 45      |
| 2002 | Ecstasy      | Stany Zjednoczone | 6       |
| 2003 | Private Room | Stany Zjednoczone | 18      |
| 2006 | Director     | Stany Zjednoczone | 4       |
| 2008 | Avant        | Stany Zjednoczone | 26      |

### Single
| Year | Tytuł                                         | Pozycje na listach | Pozycje na listach | Album                 |
| Year | Tytuł                                         | US Hot 100         | US R&B/Hip-Hop     | Album                 |
| ---- | --------------------------------------------- | ------------------ | ------------------ | --------------------- |
| 2000 | "Separated"                                   | 23                 | 1                  | My Thoughts           |
| 2000 | "My First Love" (featuring Keke Wyatt)        | 26                 | 4                  | My Thoughts           |
| 2002 | "Makin' Good Love"                            | 27                 | 7                  | Ecstasy               |
| 2002 | "Don't Say No, Just Say Yes"                  | 96                 | 51                 | Ecstasy               |
| 2003 | "Read Your Mind" (featuring Snoop Dogg)       | 13                 | 5                  | Private Room          |
| 2004 | "Don't Take Your Love Away"                   | 37                 | 13                 | Private Room          |
| 2004 | "Can't Wait"                                  | -                  | 55                 | Shark Tale Soundtrack |
| 2006 | "You Know What" (featuring Lil Wayne)         | -                  | 58                 | Director              |
| 2006 | "4 Minutes"                                   | 57                 | 9                  | Director              |
| 2006 | "Lie About Us" (featuring Nicole Scherzinger) | -                  | 101                | Director              |
| 2008 | "When It Hurts"                               | 91                 | 15                 | Avant                 |
| 2008 | "Break Ya Back (In a Good Way)"               | -                  | -                  | Avant                 |
| 2009 | "Sailing"                                     | -                  | 54                 | Avant                 |